# جاك لوي
جاك لوي (بالإنجليزية: Jack Lowe)‏ (1 يناير 1900 في المملكة المتحدة - ) هو لاعب كرة قدم بريطاني في مركز الوسط. لعب مع أولدهام أثلتيك وبورت فايل وبولتون واندررز وشيفيلد وينزداي ونادي تشيسترفيلد ونادي روذرهام يونايتد.